# Santa Maria (Trancoso)
A Freguesia de Santa Maria é uma extinta freguesia portuguesa do Município de Trancoso, que tinha 36,53 km² de área e 1 577 habitantes (2011), e, por isso, uma densidade populacional de 43,2 hab./km².
Em 2013, foi extinta (agregada) passando o seu território a fazer parte da nova União das Freguesias de Trancoso (São Pedro e Santa Maria) e Souto Maior.

## População
| População da freguesia de Trancoso (Santa Maria) | População da freguesia de Trancoso (Santa Maria) | População da freguesia de Trancoso (Santa Maria) | População da freguesia de Trancoso (Santa Maria) | População da freguesia de Trancoso (Santa Maria) | População da freguesia de Trancoso (Santa Maria) | População da freguesia de Trancoso (Santa Maria) | População da freguesia de Trancoso (Santa Maria) | População da freguesia de Trancoso (Santa Maria) | População da freguesia de Trancoso (Santa Maria) | População da freguesia de Trancoso (Santa Maria) | População da freguesia de Trancoso (Santa Maria) | População da freguesia de Trancoso (Santa Maria) | População da freguesia de Trancoso (Santa Maria) | População da freguesia de Trancoso (Santa Maria) |
| ------------------------------------------------ | ------------------------------------------------ | ------------------------------------------------ | ------------------------------------------------ | ------------------------------------------------ | ------------------------------------------------ | ------------------------------------------------ | ------------------------------------------------ | ------------------------------------------------ | ------------------------------------------------ | ------------------------------------------------ | ------------------------------------------------ | ------------------------------------------------ | ------------------------------------------------ | ------------------------------------------------ |
| 1864                                             | 1878                                             | 1890                                             | 1900                                             | 1911                                             | 1920                                             | 1930                                             | 1940                                             | 1950                                             | 1960                                             | 1970                                             | 1981                                             | 1991                                             | 2001                                             | 2011                                             |
| 1 261                                            | 1 309                                            | 1 292                                            | 1 430                                            | 1 534                                            | 1 427                                            | 1 300                                            | 1 509                                            | 1 697                                            | 1 457                                            | 1 297                                            | 1 227                                            | 1 134                                            | 1 313                                            | 1 577                                            |

			
Por idades em 2001 e 2021			

| 0-14 anos  | 15-24 anos | 25-64 anos | 65 e + anos |
| 207 \| 280 | 179 \| 172 | 678 \| 832 | 249 \| 293  |
| +35%       | -4%        | +23%       | +18%        |

## Património
- Pelourinho de Trancoso
- Castelo de Trancoso e muralhas
- Conjunto de sepulturas escavadas em rocha
- Capela da Santa Luzia
- Via Antiga do Sintrão, Fraga do Ladrão ou Via dos Almocreves (estrada romana)